# Dexia basifera
Dexia basifera är en tvåvingeart som beskrevs av Walker 1859. Dexia basifera ingår i släktet Dexia och familjen parasitflugor. Inga underarter finns listade i Catalogue of Life.